# Michael Waltz
Michael George Glen Waltz (Boynton Beach, 31 gennaio 1974) è un politico ed ex militare statunitense, Consigliere per la sicurezza nazionale nella seconda amministrazione Trump dal 20 gennaio al 1º maggio 2025 ed in precedenza membro della Camera dei Rappresentanti per lo stato della Florida dal 2019 al 2025.

## Biografia
Waltz è nato a Boynton Beach, in Florida, ed è cresciuto a Jacksonville. Waltz si è laureato con lode come Distinguished Military Graduate presso il Virginia Military Institute ed è stato nominato sottotenente nell'esercito degli Stati Uniti. Ha prestato servizio per oltre 26 anni nell'esercito.
Si è diplomato alla Ranger School ed è stato selezionato per essere un Berretto Verde, prestando servizio in tutto il mondo come ufficiale delle Forze Speciali con diverse missioni in Afghanistan, Medio Oriente e Africa. Per le sue azioni in combattimento, Waltz è stato decorato con quattro stelle di bronzo, di cui due al valore.
Waltz ha lavorato al Pentagono come direttore della politica di difesa per i segretari della Difesa Donald Rumsfeld e Robert Gates. Ha continuato a lavorare alla Casa Bianca come consigliere antiterrorismo del vicepresidente. Waltz ha scritto "Warrior Diplomat: A Green Beret's Battles from Washington to Afghanistan". Nel 2010 Waltz ha contribuito a fondare la società di analisi e formazione Metis Solutions. È stata acquistata nel novembre 2020 da Pacific Architects and Engineers per 92 milioni di dollari.
Eletto alla Camera dei rappresentanti nel 2018, nel 2024 è stato rieletto per un quarto mandato alla Camera dei Rappresentanti. Pochi giorni dopo, il presidente eletto Donald Trump lo ha scelto come consigliere per la sicurezza nazionale nella sua seconda amministrazione, carica che ricopre a partire dal 20 gennaio 2025.
Nel marzo 2025 è emerso che Waltz aveva aggiunto il caporedattore di The Atlantic Jeffrey Goldberg a una chat di gruppo di Signal, un'applicazione commerciale di messaggistica non governativa, in cui si discuteva degli imminenti attacchi statunitensi in Yemen contro le milizie Huthi prima che fossero resi noti pubblicamente, condividendo quindi per sbaglio piani militari segreti con un giornalista e facendo nascere uno scandalo negli Stati Uniti per le conseguenze sulla sicurezza nazionale. Dopo che gli attacchi sono avvenuti, Waltz ha fornito un aggiornamento in tempo reale alla chat di Signal, annunciando che il “primo obiettivo” degli attacchi è stato il “miglior missilista degli Houthi”. Il 29 marzo Donald Trump ha minimizzato l'accaduto, riferendo come non intenda licenziare nessuno per il caso del giornalista aggiunto per errore a una chat ristretta in cui venivano discussi piani militari.
Il successivo 1º maggio tuttavia, essendo emerso un secondo scandalo dello stesso genere, viene rimosso dall’incarico dal presidente Donald Trump e spostato al ruolo di candiato Rappresentante permanente del paese alle Nazioni Unite, fino a quel momento privo di un designato dopo il ritiro della nomina di Elise Stefanik, e mettendo provvisoriamente al suo posto il segretario Marco Rubio.

## Posizione politica
Michael Waltz è conservatore di destra. In politica estera ha sempre avuto una posizione critica nei confronti della Russia, definendola "una semplice stazione di servizio con armi nucleari" e non una superpotenza. Inizialmente, nel 2022, ha sostenuto l’Ucraina, ma nel 2024 ha cambiato opinione riguardo all’aiuto militare illimitato, definendolo una "ricetta per il fallimento". Ha invece proposto un aumento delle forniture di armi con meno restrizioni, a condizione che Vladimir Putin rifiuti di negoziare, e ha suggerito l’utilizzo della diminuzione dei prezzi di petrolio e gas come leva per colpire l’economia russa.
Per quanto riguarda la Cina, Waltz adotta una linea dura, considerandola una minaccia esistenziale per gli Stati Uniti e promuovendo un maggiore impegno nella regione indo-pacifica. Sul piano interno, critica l’inefficienza del Pentagono e si oppone all’insegnamento della teoria critica della razza nelle accademie militari, ritenendola dannosa per l’unità e il morale delle forze armate.